# Ho Dam
Ho Dam, född 1929, död 1991, nordkoreansk politiker och landets utrikesminister 1970 till 1983. Han var vice utrikesminister 1962 till 1970.